# Gennadi Padalka
Gennadi Ivanovitsj Padalka (Russisch: Геннадий Иванович Падалка) (Krasnodar, 21 juni 1958) is een Russisch ruimtevaarder.
Zijn eerste ruimtevlucht was Sojoez TM-28 naar het ruimtestation Mir en vond plaats op 13 augustus 1998. Later volgde vier missies naar het Internationaal ruimtestation ISS. In 1999 ontving hij de eretitel Piloot-Kosmonaut van de Russische Federatie en de titel Held van de Russische Federatie voor zijn werk als kosmonaut. Met zijn totale verblijfsduur in de ruimte van 879 dagen vestigde hij een ruimterecord, dat stand hield tot februari 2024. Toen werd het gebroken door Oleg Kononenko, eveneens een Rus.
1. ↑  https://www.metronieuws.nl/in-het-nieuws/opvallend/2024/02/kosmonaut-878-dagen-ruimte/